# Paura e amore
Paura e amore (Fürchten und Lieben) è un film del 1988 diretto da Margarethe von Trotta. La pellicola è stata presentata in concorso al Festival di Cannes 1988.

## Trama
Tre sorelle vivono a Pavia nel 1980: Velia, professoressa all'università, e un tempo vicina alla lotta armata; Maria, la più bella, sposata e casalinga; Sandra, studentessa in medicina e appassionata di ecologia. Le due nubili abitano nella casa paterna col fratello Roberto, aspirante violinista. Durante il diciottesimo compleanno di Sandra, si delineano importanti avvenimenti per i personaggi: Velia si innamora, ricambiata, di un uomo sposato, Massimo, uno scienziato appena tornato dall'America, e ne diventa l'amante; Roberto sposa Sabrina, una ragazza volgare ed egoista, molto lontana dal raffinato ambiente culturale al quale egli è abituato; Maria diviene scontenta per il suo matrimonio con Federico, un uomo che non ama e che lavora come comico alla televisione. La relazione fra Velia e Massimo, alla quale la donna tiene molto, dura poco: Velia scopre con dolore che egli è diventato l'amante di Maria, che nulla sapeva del legame con Velia, e che, romantica e sognatrice com'è, si è abbandonata completamente al suo sentimento, lasciando il marito, sicura che Massimo, a sua volta sposato, si sarebbe diviso dalla moglie per unirsi a lei definitivamente. Quanto a Roberto, diventato impiegato di banca per accontentare le esigenze di Sabrina, sa con certezza che lei lo tradisce col suo direttore e pensa che l'ultimo dei tre bambini sia in realtà figlio di questi. Sandra ha un amore con un giovane medico, sembra sia prossima al matrimonio ma il fidanzato muore in un incidente automobilistico. Successivamente Maria viene anch'essa abbandonata da Massimo, che decide di tornare in America con la moglie della quale sembra di nuovo innamorato. Cosicché le tre sorelle restano sole e amareggiate, anche perché Sabrina è riuscita a mandar via le cognate dalla casa paterna in modo da poterne disporre completamente.